# Friendly Enemies
Friendly Enemies (bra Inimigos Amistosos) é um filme estadunidense de 1942, do gênero drama de guerra, dirigido por Allan Dwan, com roteiro de Adelaide Heilbron baseado na peça teatral homônima de Aaron Hoffman e Samuel Shipman.